# Le Manuscrit Hopkins
Le Manuscrit Hopkins (titre original : The Hopkins Manuscript) est un roman post-apocalyptique de R. C. Sherriff, paru en 1939.
Le roman a été inspiré à l'auteur par H. G. Wells et traite d'un monde dévasté par une collision avec la Lune.

## Résumé
On découvre dans les ruines d'une maison anglaise, bien protégé dans un thermos, le fameux « manuscrit Hopkins ». Et le livre de nous fournir le récit des derniers instants d'un monde avant une catastrophe planétaire, à savoir la collision de la Lune avec la Terre.
Monsieur Hopkins est un modeste éleveur de poules, vivant selon les traditions britanniques. Ainsi il fait partie de la Société britannique de la Lune où il apprend que la Lune se rapproche de la Terre et que la collision est prévue pour dans six mois…

## Éditions
Réédité chez L'Arbre Vengeur dans la collection « L'Alambic », 2009.